# Entodon brevirameus
Entodon brevirameus är en bladmossart som beskrevs av Hugh Neville Dixon 1916. Entodon brevirameus ingår i släktet Entodon och familjen Entodontaceae. Inga underarter finns listade i Catalogue of Life.